# Кінетичне мистецтво

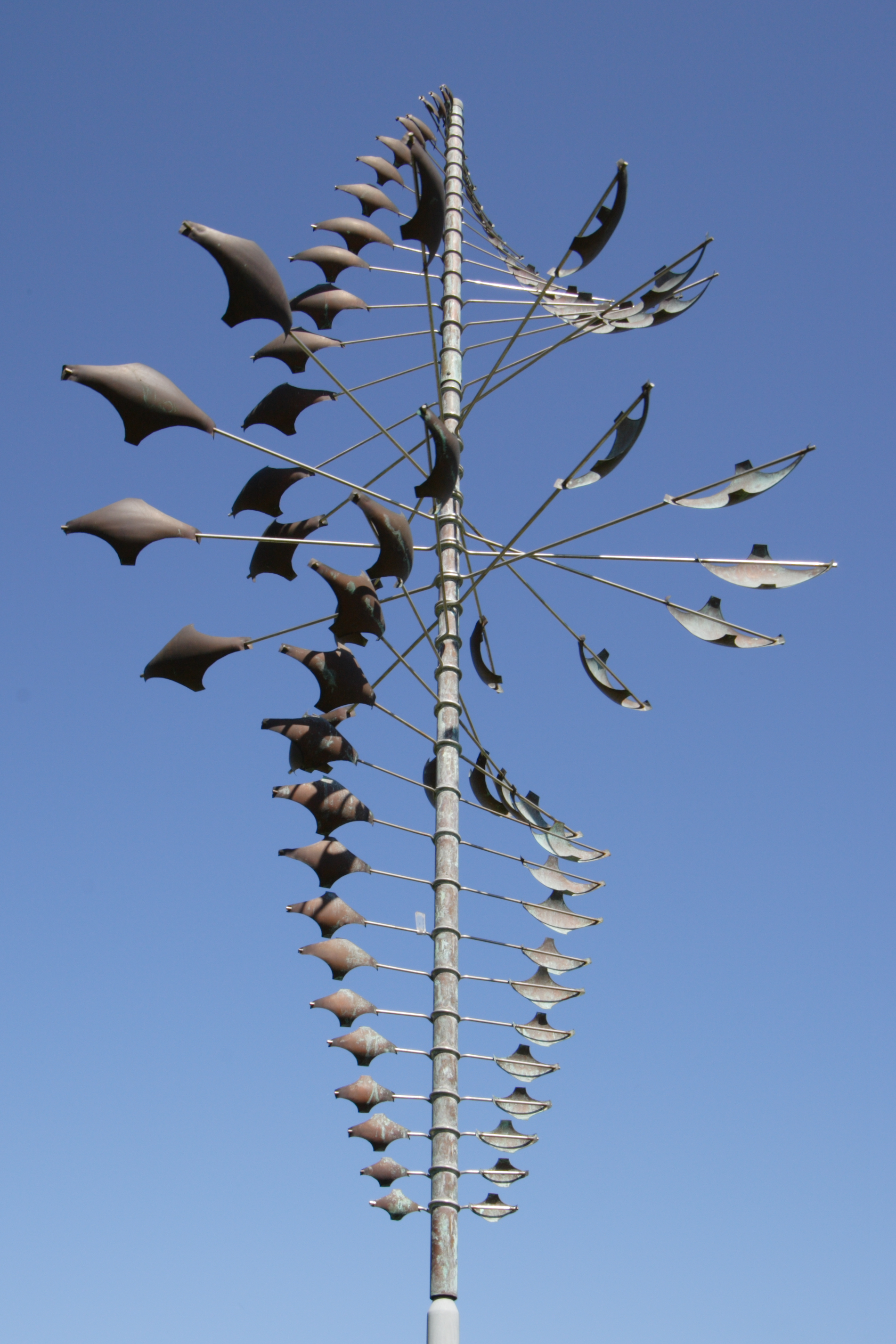
«The Twister Star Huge» (2006) Лімана Уїтакера

Кінетичне мистецтво, кінетизм — напрям сучасного модернізму, що використовує так звані мобілі (пристрої, які приводяться в рух вітром, водою, електрикою, силами магнетизму тощо). Сформувався в 1950-ті роки.
Кінетичне мистецтво знаходить певне практичне застосування як вид технічної творчості, в оформленні виставок, рекламі тощо. Використання світлових і кольорових ефектів іноді зближує кінетичне мистецтво з кольоромузикою.

## Історія
Кінетичне мистецтво зародилося в 1920–30-х роках XX ст. Його основоположниками вважаються Володимир Татлін і Александр Колдер. Кінетичне мистецтво багато в чому спирається на естетику Баугаузу, модерну, російського конструктивізму. Попередниками кінетизму вважаються російські конструктивісти, а також деякі з західнонімецьких дадаїстів 20-х років. Теоретиками кінетизму виступили французькі художники Ніколя Шоффер і Франк Поппер. Шоффер висував принципи «просторо-світло-хроно-динамізму» як основи кінетичного мистецтва. У їхніх роботах широко використовувалися прозорі матеріали, електромотори, важелі, пульти управління і т.д. У багатьох випадках ілюзія руху створювалася зміною освітлення.
Одним з напрямків кінетизму стало самознищуване або самогубне мистецтво (Жан Тінгелі та ін.). В ньому рухомі пристрої, пропрацювавши, загорялися чи інакшим чином руйнувалися внаслідок дії деталей, які входили у їхню конструкцію.
Важливий внесок зробили російські конструктивісти: Володимир Татлін, Костянтин Мельников, Олександр Родченко. Художники-кінетики використовували можливості руху предметних конструкцій, різних механізмів, ілюзорних зображень і оптичних ефектів. Кінетичним мистецтвом активно займалася група «Движение» (1962–1976), що займалася проєктуванням синтетичних містерій з використанням руху світла, газу, тривимірних елементів і кінопроєкцій.
Після 1960-х в кінетизмі стали використовуватися растрові структури, вантові конструкції, модульні елементи, прийоми програмування та автоматичного управління.

## Кінетичні скульптори
- Такіс